# Pedro Fraga

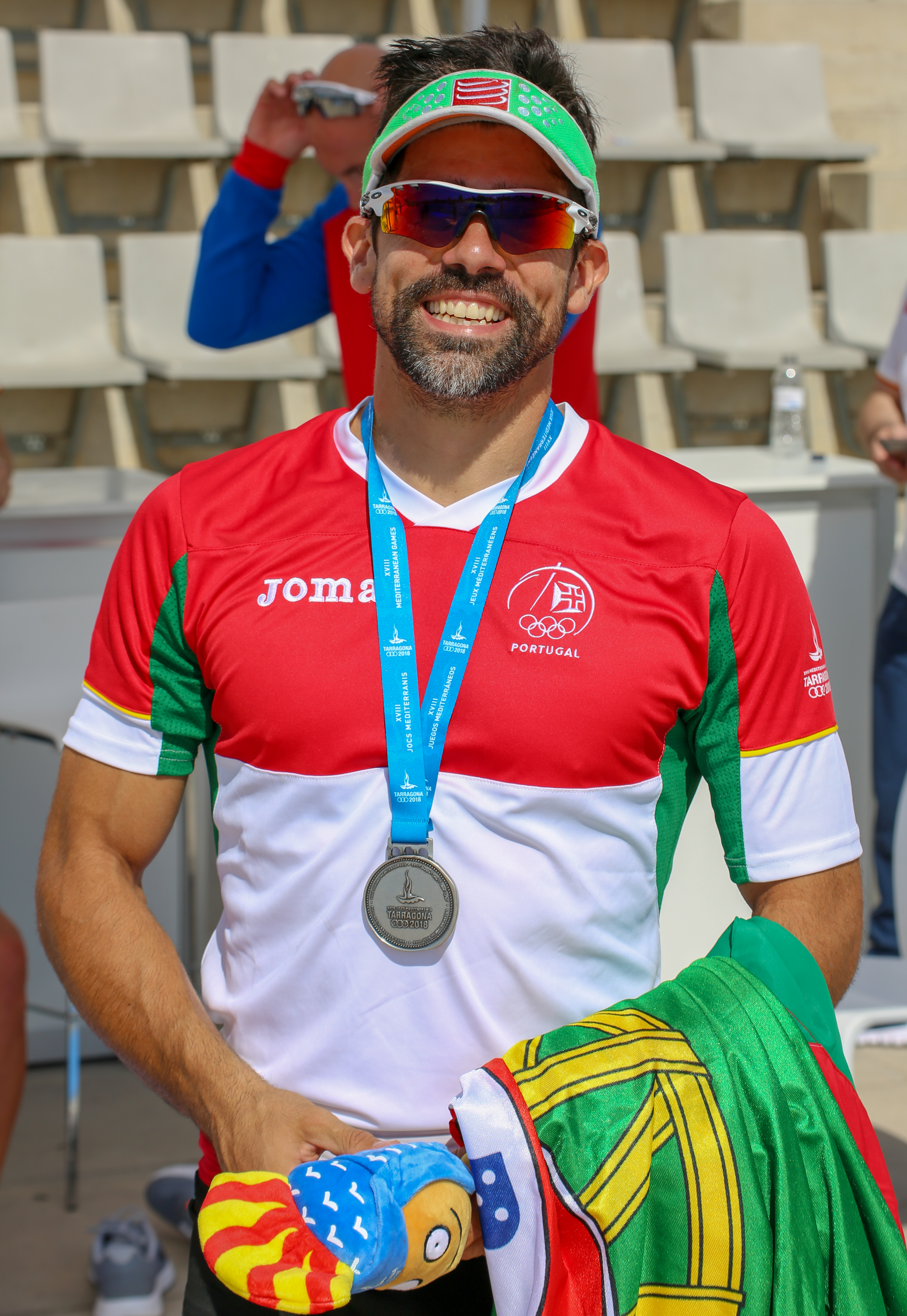
Pedro Fraga (2018)

Pedro Fraga (* 27. Januar 1983 in Paranhos) ist ein portugiesischer Leichtgewichts-Ruderer. Er war Europameister 2014.

## Sportliche Karriere
Fraga begann 1998 mit dem Rudersport, 2002 trat er erstmals im Weltcup an. 2004 belegte er zusammen mit Nuno Mendes den zweiten Platz bei den U23-Weltmeisterschaften im Leichtgewichts-Doppelzweier, die beiden konnten diesen Erfolg 2005 wiederholen. 2006 erreichten die beiden in Posen erstmals ein A-Finale im Weltcup und wurden Sechste, bei den Olympischen Spielen 2008 belegten sie den achten Platz. Nach dem fünften Rang bei den Ruder-Europameisterschaften 2009 gewannen sie bei den Europameisterschaften 2010 vor heimischem Publikum die Silbermedaille, bei den Ruder-Weltmeisterschaften 2010 belegten die beiden den sechsten Platz. 2011 erreichten sie den dritten Platz beim Weltcup in Hamburg, ebenfalls Dritte wurden sie bei den Europameisterschaften 2011. 2012 ruderten die beiden bei den Olympischen Spielen 2012 ins Finale und belegten den fünften Platz. Bei den Europameisterschaften 2012 gewannen die beiden die Silbermedaille hinter den Griechen.
2013 startete Fraga im Leichtgewichts-Einer und gewann bei den Europameisterschaften 2013 die Silbermedaille hinter dem Dänen Henrik Stephansen. Bei den Weltmeisterschaften in Chungju erreichte Fraga den vierten Platz, hatte allerdings über fünf Sekunden Rückstand auf den Drittplatzierten. 2014 gewann Fraga den Titel im Leichtgewichts-Einer bei den Europameisterschaften in Belgrad. Bei den Weltmeisterschaften in Amsterdam belegte Fraga den sechsten Platz. In den nächsten Jahren erreichte Fraga kein A-Finale mehr, war aber weiterhin aktiv. 2018 gewann er hinter dem Kroaten Luka Radonić die Silbermedaille im Leichtgewichts-Einer bei den Mittelmeerspielen in Tarragona. In der letzten Qualifikationsregatta für die Olympischen Spiele in Tokio konnte sich Fraga zusammen mit Afonso Costa durchsetzen. Bei der olympischen Regatta in Tokio belegte der portugiesische Leichtgewichts-Doppelzweier den 13. Platz.
Der 1,75 m große Pedro Fraga ist Lehrer und rudert für den SC Porto.